# اووالا (۱)
اووالا (به لاتین: Owala) یک منطقهٔ مسکونی در سری‌لانکا است که در استان مرکزی (سری‌لانکا) واقع شده‌است.